# 艾倫氏寬鮗
艾倫氏寬鮗，為輻鰭魚綱鱸形目鱸亞目擬雀鯛科的一種，分布於西太平洋印尼、馬來西亞、菲律賓海域，深度2-40公尺，為熱帶海水魚，體長可達5.1公分，棲息在珊瑚礁區水域，生活習性不明。

## 擴展閱讀
維基物種上的相關：艾倫氏寬鮗